# Club Patín Gijón Solimar
El Club Patín Gijón Solimar (abreviat com CP Gijón Solimar), conegut anteriorment per motius de patrocini com Biesca Gijón HC, Hostelcur Gijón HC i des de l'agost de 2018 com Telecable Hockey Club, és un club esportiu d'hoquei sobre patins amb seu a Gijón, Astúries. Fou fundat l'any 1995 i té equips sènior masculí i femení, juvenil, infantil, aleví, benjamí i prebenjamí, això no obstant, l'equip més destacat és el sènior femení.

## Equip femení
L'equip femení del Gijón HC començà a destacar a partir de la temporada 2002/03 quan s'imposà a la Lliga Astur-gallega d'hoquei patins femení, reeditant el títol la següent temporada, fet que els reportà el patrocini de l'empresa asturiana Biesca, amb el que el club passà a anomenar-se oficialment «Biesca Gijón Hockey Club», denominació que perdurà des de 2004 fins a 2013. El primer gran èxit a nivell nacional l'assoliren la temporada 2005/06 quedaren sub-campiones del Campionat d'Espanya d'hoquei patins femení.
La temporada 2006/07 l'equip repetí el subcampionat d'Espanya i quedaren finalistes de la Copa espanyola d'hoquei patins femenina, això no obstant, les asturianes aconseguiren alçar-se amb la primera edició de la Copa d'Europa d'hoquei patins femenina, disputada a Sant Hipòlit de Voltregà, tot derrotant el CE Arenys de Munt per 1-0 en la final.
La temporada 2007/08 l'equip caigué en semifinals del Campionat d'Espanya enfront l'Igualada HC, perdé la final de la Copa enfront del CP Voltregà, amb el qui també queden eliminades en les semifinals de la Copa d'Europa.
L'any següent, la temporada 2008/09, fou històrica per l'entitat, doncs les asturianes guanyaren novament la Copa d'Europa d'hoquei patins femenina en imposar-se al CP Voltregà a la final, alhora que s'alçaren amb la Lliga espanyola d'hoquei patins femenina.
L'any 2010 guanyen per tercera vegada la Copa d'Europa derrotant a la final dispitada a Gijón al CP Alcorcón Cat's Best. Posteriorment, al 2012 tornen a guanyar el màxim títol continental, en aquesta ocasió derrotant a la final al Girona HC. En 2012 guanyen la seva primera Copes espanyola, títol que reediten al 2013 i al 2016.
Les temporades 2016-17 i 2017-18 tornen a guanyar la Lliga espanyola, alhora que sumen una nova Copa d'Europa, al 2018, derrotant a la final al SL Benfica a Lisboa. i van repetir el títol el 2023 contra les catalanes del Club Patí Vila-sana.

## Palmarès
- 1 Copa Intercontinental d'hoquei sobre patins femenina (2024)
- 6 Lligues europees d'hoquei sobre patins (2007, 2009, 2010, 2012, 2018, 2023)
- 3 Lligues espanyoles d'hoquei sobre patins (2008-09, 2016-17, 2017-18)
- 5 Copes espanyoles d'hoquei sobre patins (2012, 2013, 2016, 2019, 2023)
- 1 Supercopa espanyola d'hoquei sobre patins (2022)
- 4 Lligues Interautonòmiques espanyoles d'hoquei sobre patins femenina: 2004-05, 2005-06, 2006-07, 2007-08
- 2 Lligues Nord Astur-Gallega: 2002-03 i 2003-04
- 1 Torneig internacional de Gijón: 2000-01